# Galium numidicum
Galium numidicum är en måreväxtart som beskrevs av Auguste Nicolas Pomel. Galium numidicum ingår i släktet måror, och familjen måreväxter.
Artens utbredningsområde är Algeriet. Inga underarter finns listade i Catalogue of Life.